# Agelena orientalis
Agelena orientalis  (лат.) — вид пауков из семейства воронковых пауков.
Длина тела самцов составляет 11–13,6 мм, длина тела самок 12,2–17,7 мм. Окраска тела желтоватого цвета, с характерным рисунком на верхней части брюшка. Этот вид присутствует в Европе от Италии до Средней Азии и Ирана.
Состав яда Agelena orientalis уникален для каждой особи.

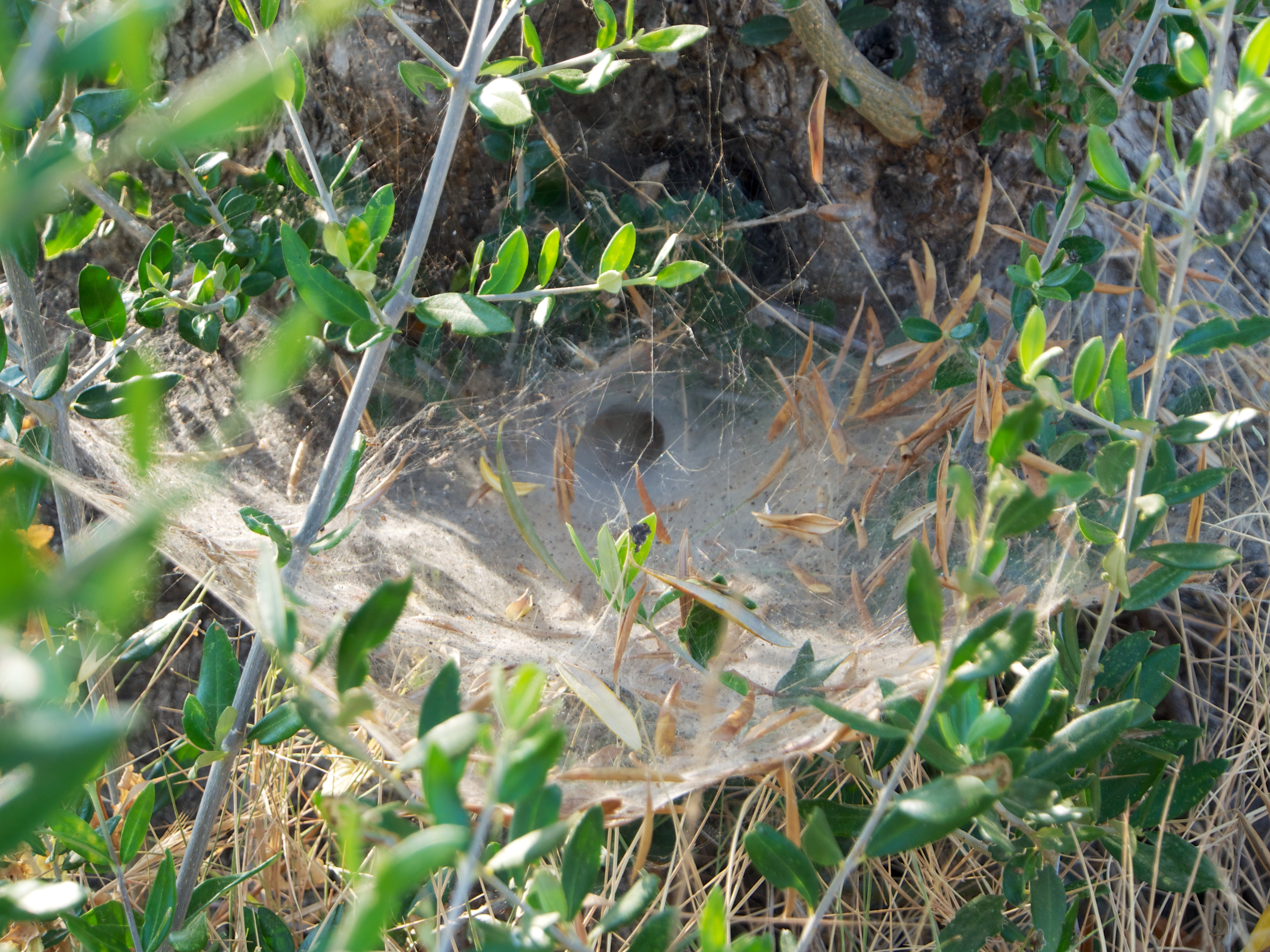
Воронковая сеть
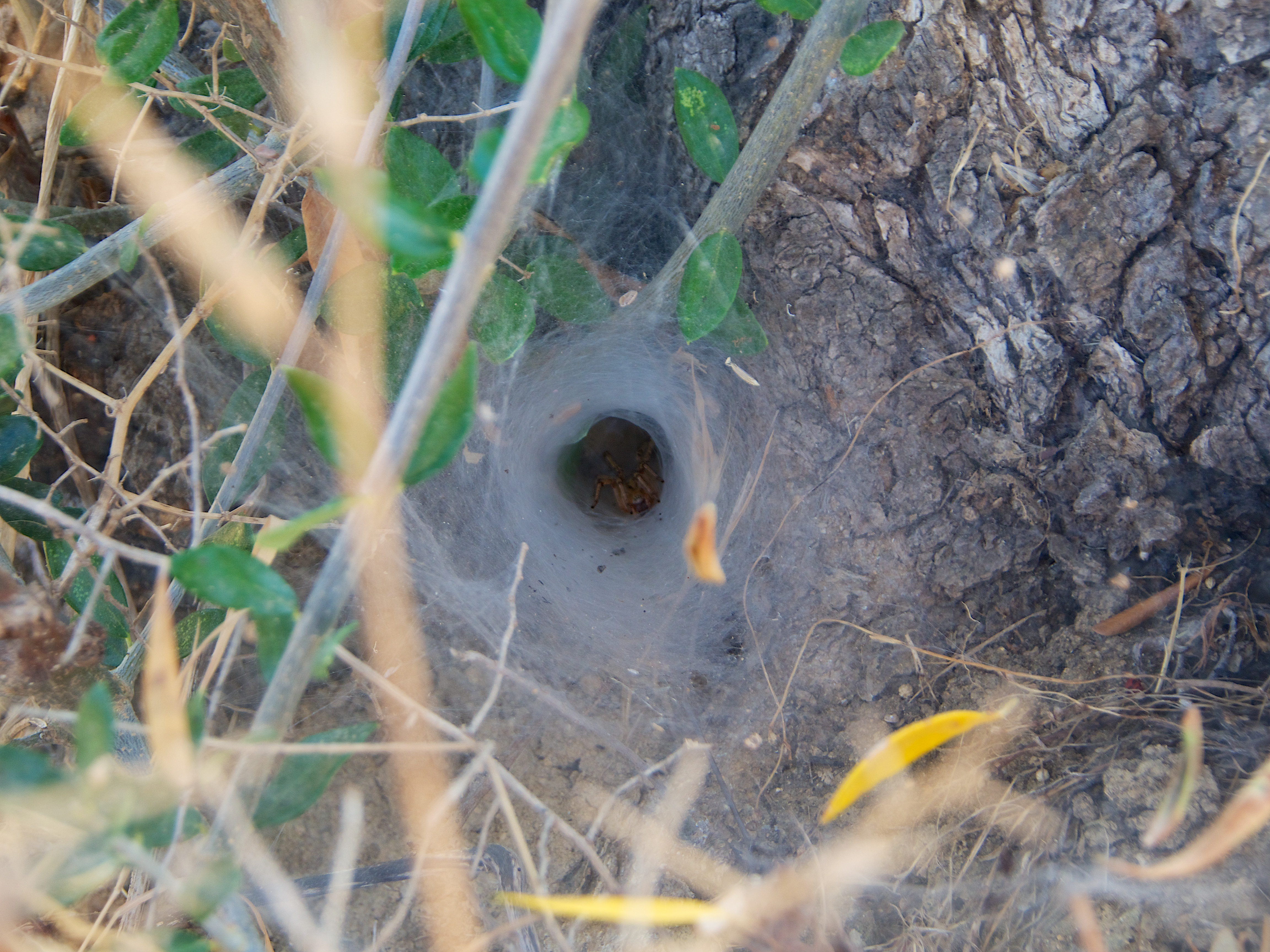